# Pheidole hospita
Pheidole hospita är en myrart som beskrevs av Charles Thomas Bingham 1903. Pheidole hospita ingår i släktet Pheidole och familjen myror. Inga underarter finns listade i Catalogue of Life.